# Tito Annio Milone
Tito Annio Milone (in latino  Titus Annius Milo; ... – Cassano all'Ionio, 48 a.C.) è stato un politico romano.

## Biografia
Fu tribuno della plebe nel 57 a.C. e pretore nel 55 a.C.
Durante la crisi scaturita dallo scontro tra Gaio Giulio Cesare e Pompeo, si formarono a Roma due fazioni contrapposte, una popolare in favore di Cesare guidata dal tribuno della plebe Publio Clodio Pulcro, avversario di Cicerone, e l'altra costituita da ottimati, capeggiata da Milone.
Nel 56 a.C. sposò Fausta, figlia del dittatore Lucio Cornelio Silla e moglie ripudiata di Gaio Memmio.
Nel 53 a.C. Milone fu designato per il consolato dell'anno successivo e Clodio fu candidato come pretore.
Il 18 gennaio 52 a.C. in uno scontro tra bande rivali, avvenuto a Bovillae sulla Via Appia, Clodio venne ucciso e Milone fu accusato dell'omicidio.
Fu Cicerone a prendere le difese dell'imputato, ma, intimorito dalla folla dei clodiani, non riuscì a pronunciare un'orazione coerente e articolata: il testo della Pro Milone che ci è stato tramandato, infatti, fu scritto e pubblicato da Cicerone in un momento successivo a quello del processo. Il tribunale lo giudicò colpevole 38 voti contro 13 e lo condannò all'esilio.

Milone si rifugiò a Marsiglia. Secondo Cassio Dione, Cicerone gli fece pervenire l'orazione. Milone gli inviò un commento scherzoso: 
(Cassio Dione, Storia romana, 40, 54, 3)
Tornò più tardi a Roma per continuare la sua politica. Alleatosi con Marco Celio Rufo organizzò una sollevazione anti cesariana, ma nel 48 a.C. durante l'attacco alla città di Cassano all'Ionio, nell'agro Turino, fu ucciso da un sasso lanciato dalle mura.